# Djebel Mela
Le djebel Mela est un djebel de la République centrafricaine.

## Histoire
Situé à la frontière du Darfour, à 17 km au nord de Ouandja, Pierre Ernest Prins le relève en 1901 et en dresse un croquis lors de son expédition sur l'Oubangui. Il laisse une étude sur le djebel intitulé « Les troglodytes du Dar Banda et du Djebel Mela », publiée dans le Bulletin de géographie historique et descriptive de 1909. Des grottes y sont ainsi répertoriées dans les années 1930. Elles présentent des peintures à l'ocre rouge, noir et blanc de personnages et d'animaux et ont été habitées.